# ズンガリプテルス
ズンガリプテルス (Dsungaripterus ) は前期白亜紀に生息していた翼指竜亜目の翼竜。中国で初めて発見された翼竜であり、学名は発見地であるジュンガル盆地の地名をとって、「ジュンガルの翼」を意味する。

## 分布
模式種であるD. weii が発見されたのは中国の新疆ウイグル自治区であり、中国の古脊椎動物学の草分けである楊鍾健 (Yang Zhongjian) によって1964年に報告された。その後も内モンゴルや韓国など東アジア地域の前期白亜紀の地層から本属・もしくは本属の可能性がある化石が発見されている。

## 概要
翼開長はおよそ3 - 3.5メートル、頭骨長は50センチメートルと、その時代としては比較的大型の翼竜である。頭骨は幅が狭く丈が高い。頭骨で最大の開口部は、鼻孔と前眼窩窓が一体化した鼻前眼窩窓であり、それに比較して小さな眼窩は、その非常に拡大した鼻前眼窩窓によって上後方に押しやられた形になっている。後頭部にはプテラノドンほどの大きさではないが同じような骨質の突起が後方に伸びており、それ以外にも前頭部から吻部中程にかけて、薄くて低い骨質稜が存在する。
この翼竜の最大の特徴とも言えるのが、その上下顎である。口吻先端には歯が全くなく、ピンセットのような上下顎先端が共に上方に向かって反り返っている。口裂後半部には上下顎ともに鈍頭の疣状構造が並んでいる。この疣状構造については、真性の歯であるという見解（Unwin 2006 など）と、顎骨が変化した突起でありすなわちズンガリプテルスは無歯であるという見解（Wellnhofer 1991 など）の、二つの異なる説が存在する。
翼竜は軽量化のために鳥類と同様な、中空度が高く骨壁が非常に薄い骨を持っているのが普通だが、ズンガリプテルスの仲間の場合、その脛骨などは比較的骨壁が厚いのが特徴となっている。

## 生態
それが真の歯であるかどうかについて考えを異にする研究者の間でも、その鈍頭歯状の構造が獲物の固い殻を噛み砕くための構造だったという点では見解の相異は見られない。そのピンセットのような口先も岩の隙間や砂の中から餌を拾い上げるためだったという意見にも特に異論はなく、これらのことから、水辺の地表で渉禽類のように貝類・甲殻類などの餌をあさっていたという生態が考えられている。

## 分類
ノリプテルスなどの近縁種と共に、楊が1964年に提唱したズンガリプテルス科に含まれるという見解が一般的となっている。楊はまた同時に、嘴口竜亜目・翼指竜亜目に続く第3の亜目"ズンガリプテルス亜目" を提唱し、本属を初めとする白亜紀翼竜がそれに含まれるという説を発表したが、こちらの見解は現在ほとんど受け入れられていない。ただし、亜目としてではなく上科として"Dsungaripteroidea"を採る分類体系は最近になってよく見られるようになってきている。

### 構成種

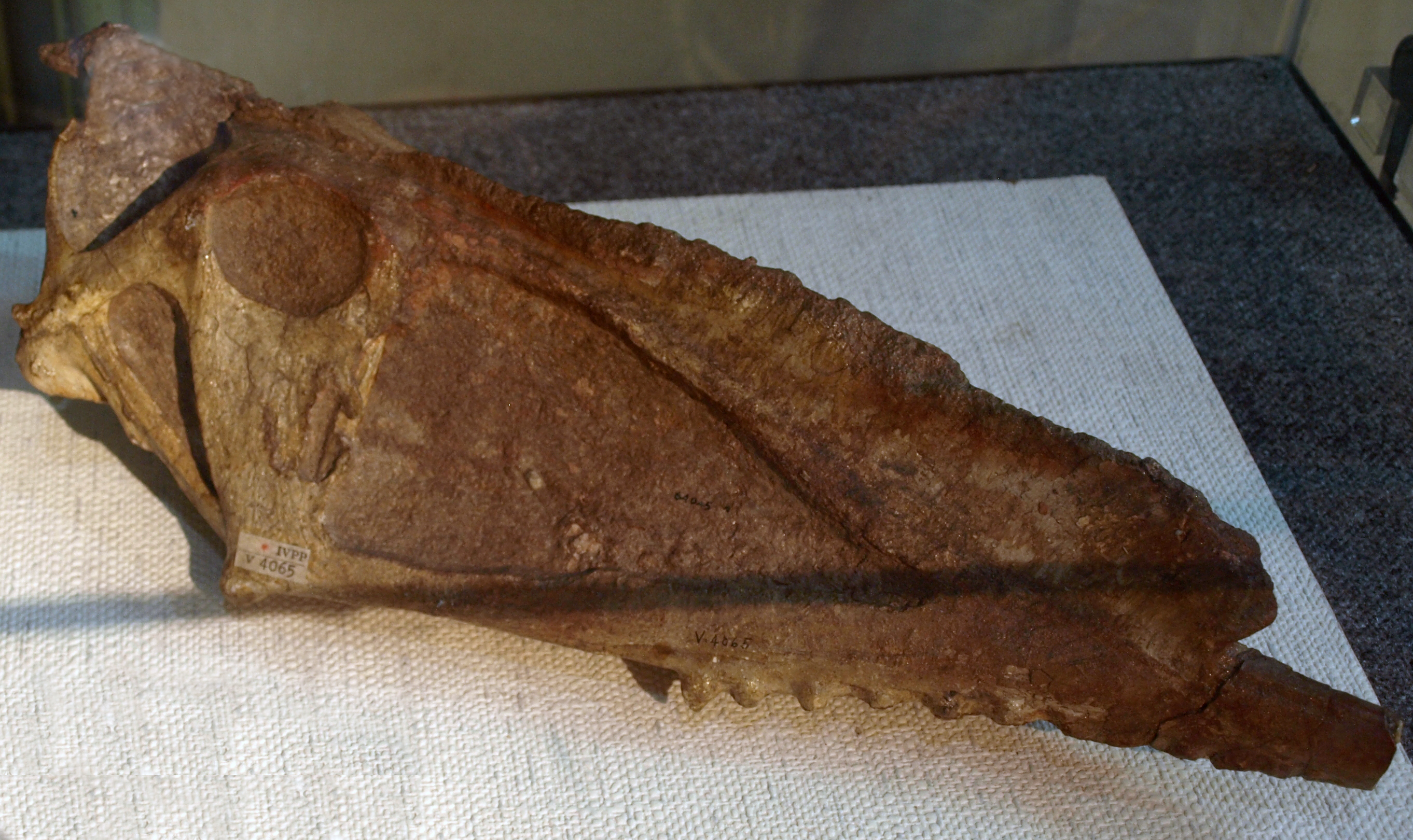
D. weii の頭骨（北京：中国古動物館）

- Dsungaripterus weii　Young, 1964

本属の模式種。1964年に下顎・頭骨前部・大部分が保存された体骨格を基に記載された。種小名は化石を発見した新疆石油科学研究所の魏景明 (Wei Jingming) への献名である。その後1973年には新疆ウイグル自治区の烏爾禾近郊で、完全な頭骨・胸骨・骨盤などからなる化石が発見されている。模式標本は北京にある中国科学院古脊椎動物古人類研究所 (Institute of Vertebrate Paleontology and Paleoanthropology, IVPP) に所蔵されている。
- Dsungaripterus brancai　(Reck, 1931)

1931年にタンザニアのテンダグルから発見されてプテロダクティルスの一種Pterodactylus brancai と名付けられていた後期ジュラ紀の翼竜が、Peter Galtonによってズンガリプテルス属に属する種であるとされたもの。ただしこの見解は現在では一般的に受け入れられていない。
- Dsungaripterus parvus　Bakhurina, 1982

1982年にモンゴルから発見された一回り小型の標本に命名されたもの。後に記載者自身によって新属フォベトール ("Phobetor") に移されたが先行シノニムが存在したため無効となり、さらにノリプテルス属に移されて、現在ではNoripterus parvusとされている。